# Tateshina
Tateshina é uma cidade localizada em Kitasaku (distrito), em Nagano, em Japão. Em 2003, a cidade tinha uma população estimada de 8.492 habitantes e uma densidade de 127,09 pessoas por km². O total da área é de 66,82 km².
Tatechina é cidade-irmã de Oregon City, em Oregon, nos Estados Unidos.